# Silnice I/32
Silnice I/32 je česká silnice I. třídy v Polabí. Je dlouhá 39,154 km a spojuje Poděbrady a Jičín.

## Vedení silnice

### Okres Nymburk
- nájezd Poděbrady-východ (D11, E67)
- křižovatka s II/611 a I/11
- Okřínek
- Senice
- křížení s II/324
- křížení s II/330
- Činěves (obchvat)
- křížení s II/275
- Dymokury (obchvat)
- Nouzov

### Okres Jičín
- Budčeves
- Kopidlno, křížení s II/280
- Pševes
- Bartoušov
- Jičíněves, křížení s II/328
- křížení s II/501
- Staré Místo
- Jičín (I/16, I/35, E442)

## Modernizace silnice
| Číslo | Název                | Délka  | Kategorie | Zahájení výstavby | Uvedení do provozu | Křižovatky |
| ----- | -------------------- | ------ | --------- | ----------------- | ------------------ | ---------- |
| H52   | Jičíněves – přeložka | 2,7 km | 11,5/80   | plánováno 2029    | plánováno 2030     |            |